# Palau Cantacuzino
El Palau Cantacuzino es troba a Calea Victoriei núm. 141, Bucarest (Romania). El va construir l'arquitecte Ion D. Berindey en estil barroc francès i Art Nouveau. Va ser un encàrrec de Grigore Cantacuzino, aleshores en el segon mandat com a primer ministre de Romania, que va inaugurar el palau amb gran pompa el febrer de 1906. Avui és la seu del museu George Enescu i de la Unió de Compositors i Musicòlegs Romanesos.

## Història
Va ser construït entre 1901 i 1903 per a Gheorghe Grigore Cantacuzino, també anomenat «Nabab», que provenia de l'antiga família noble del mateix nom i que no només va donar governants romanesos, sinó també emperadors romans d'Orient. Va ser alcalde de Bucarest i primer ministre i un dels més rics del país abans de la reforma agrària que es va produir després de la Primera Guerra Mundial. En el moment de la construcció del sumptuós edifici, Bucarest tenia uns 300.000 habitants i estava en ple desenvolupament urbanístic.
La construcció del palau es va encarregar a l'arquitecte romanès Ion D. Berindey, que llavors només tenia trenta anys, que havia acabat els seus estudis d'arquitectura a París i que després va ser un dels destacats promotors de l'estil arquitectònic neoromanès. A més del Palau Cantacuzino, el seu nom s'associa a grans edificis patrimonials, com ara el Palau de la Cultura a Iași, la Casa George Assan, el Palau de la Unió de Periodistes, la Casa i Observatori Vasile Urseanu, la Casa Toma Stelian, el Palau Cantacuzino a Floresti o l'Hipódrom de Băneasa.
Gairebé totes les personalitats riques de l'època van intentar destacar construint residències el més sumptuoses i luxoses possible. En un moment en què a Bucarest s'estaven construint edificis amb arquitectes i constructors estrangers, Nabab, que era membre de la Lliga Cultural pels Drets dels Romanesos, va tenir el desig de construir el palau només amb artistes romanesos.
El palau té una estructura simètrica. Un eix central que acaba en una sala de ball, darrere de la qual hi havia les portes del pati interior. Al costat dret, en entrar al palau, hi havia les habitacions de les dames, sota el control d'Ecaterina Băleanu-Cantacuzino, la dona del Nabab, i que avui acull el museu. A l'altra part, hi havia les oficines, la biblioteca, la part de cavallers, la part dels negocis. Les pintures de l'interior del Palau Cantacuzino van ser realitzades pels artistes Nicolae Vermont, Costin Petrescu (autor de "El Gran Fresc de la Nació" a l'Ateneu Romanès), George Demetrescu Mirea i Arthur Verona. Les escultures i ornaments esculpits van ser realitzats per Emil Wilhelm Becker, l'escultor de la Casa Reial de Romania. Les decoracions interiors, com ara tapissos, canelobres, llums o vitralls, es van fer a la Maison Krieger de París.

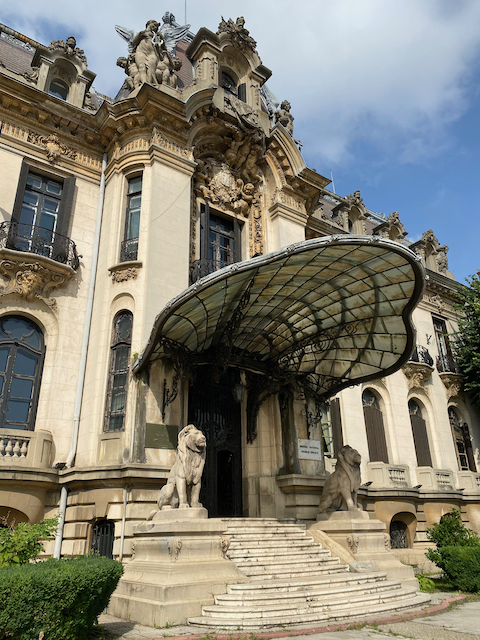
Entrada del Palau Cantacuzino, amb una visera en forma de ventall de cua de paó, símbol dels Catacuzino

Després de la mort de Gheorghe Grigore Cantacuzino el març de 1913, i el palau va ser heretat per la seva dona Ecaterina, que ja no hi vivia, ho feia a la casa del darrere, construïda al mateix temps i destinada originàriament a l'administrador de la finca. El mateix any de la mort de Nabab, el 10 d'agost, es va signar al Palau Cantacuzino el Tractat de Bucarest, també anomenat Pau de Bucarest, que posava fi a la Segona Guerra dels Balcans, i el govern conservador dirigit per Titu Maiorescu va obtenir per a Romania la regió de la Silistra, que forma part de la Dobrudja Meridional.
Després l'edifici va passar a ser propietat del seu fill Mihail G. Cantacuzino, ministre de Justícia i que va morir prematurament el 1928 en un accident de cotxe a Dealu Negru. Llavors l'edifici va passar a ser propietat de la princesa Cantacuzino, la segona esposa de Mikhail, Maria Cantacuzino, que era molt estimada pel seu sogre que l'anomenava «Perla de Moldàvia». Era una dona molt bonica, molt ambiciosa, que volia ser princesa i es comportava com una princesa. Maruca Cantacuzino havia conegut al compositor George Enescu, dos anys més jove que ella, el 1907 a l'Ateneu. El compositor de vint-i-sis anys es va enamorar de la bella princesa, a qui el seu marit enganyava constantment. Per aquest motiu, Enescu sovintejava al Palau Cantacuzino, on també feia concerts, així com en altres llocs on es trobava Maruca. Com que la seva relació era notòria, tothom esperava que es casés amb George Enescu després de quedar vídua, però això no va passar perquè, va començar una relació triangular amb el filòsof Nae Ionescu de gairebé deu anys. Durant aquest temps Enescu es va autoexiliar a la seva segona pàtria, a París. Finalment, Maria es va tornar a casar el 1937 amb George Enescu.
George Enescu no va viure mai al Palau Cantacuzino. El sumptuós edifici va ser llogat per Maruca al Consell de Ministres, que va tenir la seu aquí entre 1933 i 1947. Després que la parella Enescu abandonés Romania, durant un breu temps als Estats Units i després a França, on es van instal·lar, el 3 de juny de 1947 es va establir al palau l'Institut d'Estudis Romaneso-Soviètics. La seva direcció decideix desdibuixar la riquesa del lloc, aplicant set capes de pintura a les precioses decoracions de les parets que eren una continuació dels elements de l'entrada.
Després de la mort de George Enescu el 1955, la seva dona va declarar en el seu testament que el palau acolliria un museu dedicat a l'artista. El 1956 es va crear el Museu Nacional George Enescu. El primer director del museu va ser Romeo Draghici, marmessor d'Enescu, que va viure a la casa del darrere fins a la seva mort el 1983 i que va ocupar aquest càrrec durant més de dues dècades.
A part del Museu Enescu també s'hi va establir la Societat de Compositors Romanesos (ara Unió de Compositors i Musicòlegs Romanesos), el president de la qual havia estat George Enescu des dels seus inicis el 1920. El 1967, un any abans de la seva mort, Maruca va donar a l'estat romanès tot el palau i la casa a la part posterior condicionada per la conservació del museu.
El 1977 Ceausescu va decidir tancar el Museu Enescu. Volia transformant-lo en un hotel o en una casa per a un dels seus fills. Evacuat per Ceausescu, el Museu George Enescu va continuar funcionant en algunes sales cedides pel Museu de Literatura Romanesa, i part de la col·lecció va arribar al Museu Nacional d'Art. La Societat de Compositors Romanesos també va ser traslladada del Palau Cantacuzino en diverses oficines de l'Ateneu Romanès. L'any 1990, després de la mort del dictador, el Museu va tornar al Palau Cantacuzino, quan també es va arranjar la casa del darrere, la Casa Memorial George Enescu.